# Bosque de los dioses
Bosque de los dioses es una película lituana del año 2005, dirigida por Algimantas Puipa, en donde se muestran temas como el nazismo, soviéticos y comunismo.

## Sinopsis
La historia trata de un hombre artista e intelectual que fue encarcelado por dos regímenes brutales, los nazis y los soviéticos. El "Profesor" es un hombre que vive por su propia versión los Diez Mandamientos. Después de sobrevivir milagrosamente de la prisión en un campo de concentración nazi a través de un poco de suerte irónica, escribe una memoria de su vida, que se convierte en el objetivo de la censura soviética. La llamada "libertad" del comunismo se convierte en opresor al igual que como el campo de concentración alemán.

## Reparto
| Actriz/Actor            | Personaje           |
| ----------------------- | ------------------- |
| Valentinas Masalskis    | Profesor            |
| Steven Berkoff          | Comandante Hoppe    |
| Robertas Urbonas        | Martin Heidel       |
| Liubomiras Lauciavicius | Wacek Kazlowski     |
| Diana Aneviciute        | Esposa del Profesor |
| Regina Arbaciauskaite   | Frau Belenke        |
| Monika Biciunaite       | Esposa de Hoppe     |
| Rolandas Boravskis      | Monschtet           |

## Estrenos
| País     | Fecha                    |
| -------- | ------------------------ |
| Lituania | 23 de septiembre de 2005 |
| Canadá   | 3 de diciembre de 2006   |

## Lugares de Filmación
- Lituania